# Smara
Smara (arabsky السمارة [As-Semāra]) je město ležící ve vnitrozemí Západní Sahary, se zhruba 50 tisíci obyvateli (odhad 2010).

## Dějiny
Město založil šejch Ma el-Ainin v r. 1895 v místě vodního zdroje a křižovatky karavanních cest. K rozvoji města přispěli i řemeslníci vyslaní sem sultánem Hasanem I. V r. 1904 odtud šejch vyhlásil svatou válku proti Evropanům, zejména Francouzům, kteří pronikali do středu Sahary. Kromě jiného zde založil náboženskou školu (zavíja), ve které se nacházela významná islámská knihovna. Šejch, který se prohlásil imámem, sice v r. 1910 přesídlil do Tiznitu, ale to Francouzům nezabránilo, aby v r. 1913 téměř celou Smaru nezničili. Smara se stala součástí španělského protektorátu Sakia al-Hamra. Po odchodu Španělů se stala součástí marockého záboru sporného území Západní Sahara.

## Obyvatelstvo
Přehled přírůstku obyvatel v nedávné době dává tabulka níže:
| Rok  | Zdroj   | Počet obyvatel |
| ---- | ------- | -------------- |
| 1982 | sčítání | 17 753         |
| 1994 | sčítání | 28 750         |
| 1999 | odhad   | 33 000         |
| 2004 | sčítání | 40 347         |
| 2006 | odhad   | 42 056         |

## Utečenecký tábor
Stejné jméno nese i saharský utečenecký tábor poblíž města Tindúf v Alžírsku.